# Irene Dunne
Irene Dunne (Louisville, Kentucky, EUA em 20 de Dezembro de 1898 – Los Angeles, Califórnia, EUA em 4 de Setembro de 1990), foi uma atriz dos Estados Unidos.

## Biografia
Nascida Irene Maria Dunn, de uma família de formação católica, ela estudou em um convento e depois em um colégio católico e em 1918 era uma simples professora quando começou a fazer aulas de canto e de arte dramática.
Frequentou a Academia de Música de Chicago e, em 1920, estreou no teatro naquela cidade. Em 1922 estreou em Nova Iorque, na peça The Climbing Vine. Em 1924 estreou na Broadway em Lollipop, e em 1928, nos Shows Lucky Girl e She’s My Baby. Atingiu a fama durante turnê pelos EUA, com o papel de Magnólia na peça Showboat, de Florence Ziegfeld.
Em Hollywood, seu primeiro filme foi Leathernecking (não exibido no Brasil), uma comédia musical baseada numa peça de Richard Rogers e Lorenz Hart. Depois veio Bachelor Apartment ("O Árbitro do Amor"), pela RKO, em 1931.
Foi indicada cinco vezes para o Oscar (e por isso era chamada de "melhor atriz a não ganhar um Oscar") e seus maiores sucessos no cinema foram: "Cimarron" em 1931, que recebeu o Oscar de filme; "Esquina do Prazer" em 1932; "Sublime Obsessão" em 1935; "Roberta" em 1934; "Magnólia" em 1936; "Cupido é Moleque Teimoso" em 1937; "Duas Vidas" em 1939; "Minha Esposa Favorita" em 1940 e "Ana e o Rei do Sião" em 1946.
Fez uma brilhante carreira como atriz, cantora e comediante e se casou apenas uma vez, em 1928, com o dentista Francis Griffin, adotando uma filha e vivendo com ele até o seu falecimento, em 1965.
Encerrou sua carreira no cinema em 1952 em "Folhas da Ilusão", passando a se dedicar a causas sociais. Em 1957 foi designada Delegada Alternativa na 20ª sessão da Assembleia Geral das Nações Unidas. Também trabalhou em muitas campanhas eleitorais para o partido republicano nos Estados Unidos.

## Morte
Morreu aos 91 anos em casa de causas naturais e esta sepultada no Calvary Cemetery (Los Angeles).

## Filmografia
- 1962 - Saints and Sinners TV

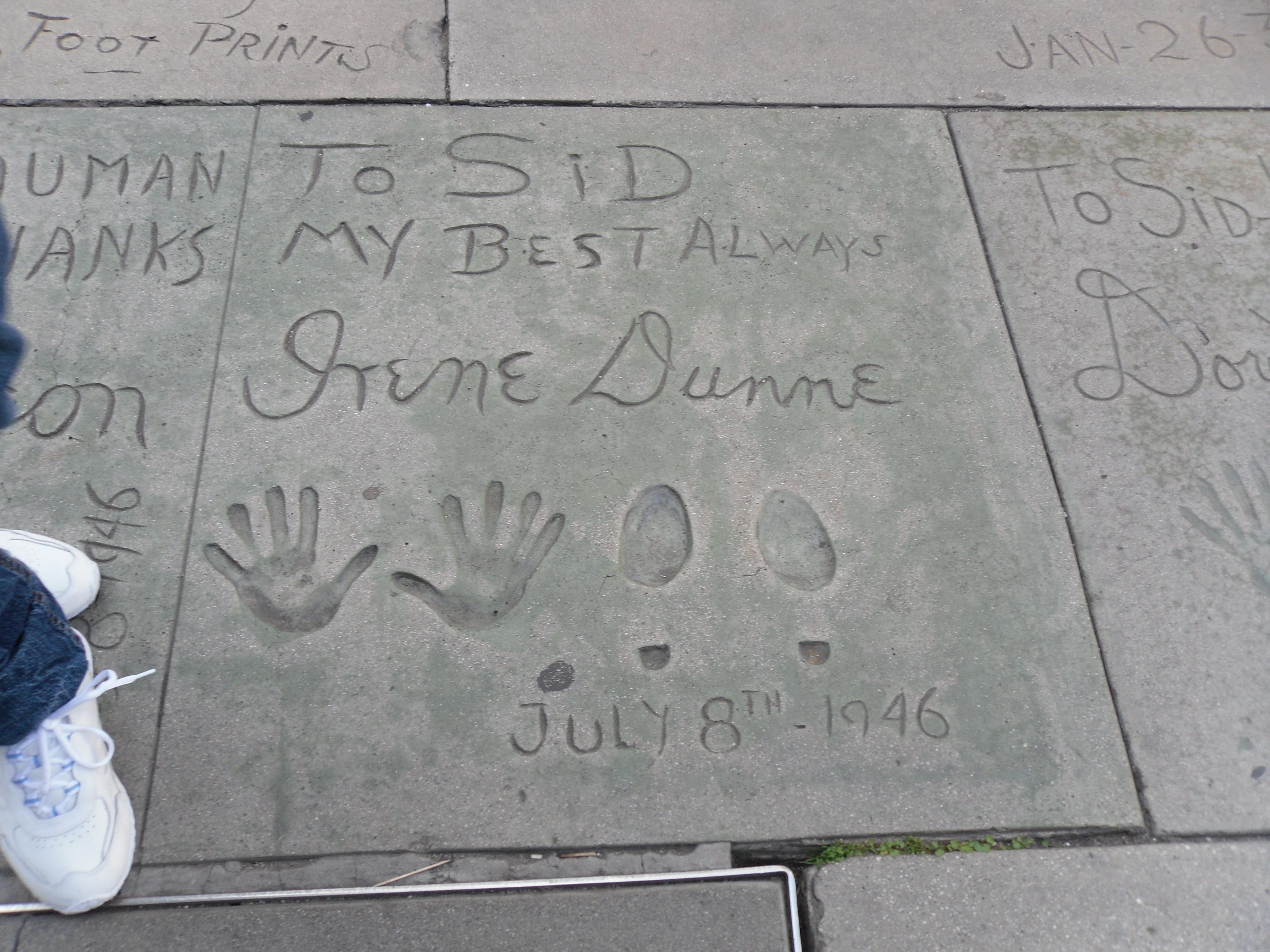
Pegadas e assinatura de Irene Dunne na Calçada da Fama do Grauman's Chinese Theatre.

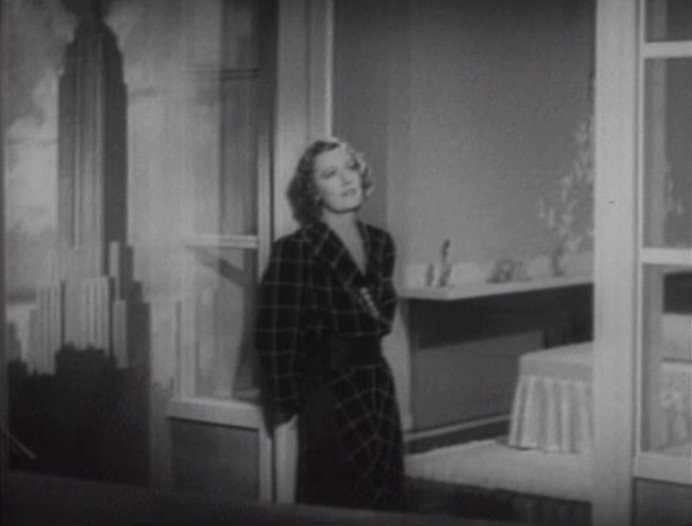
Irene Dunne em Love Affair (1939).

- 1962 - General Electric Theater TV
- 1958 - The Christophers TV
- 1952 - It Grows on Trees
- 1950 - The Mudlark
- 1950 - Never a Dull Moment (filme)
- 1949 - The House of Tomorrow
- 1948 - I Remember Mama
- 1947 - Life with Father (filme)
- 1946 - Anna and the King of Siam
- 1945 - Over 21
- 1944 - Together Again
- 1944 - The White Cliffs of Dover
- 1943 - A Guy Named Joe
- 1942 - Lady in a Jam
- 1941 - Unfinished Business
- 1941 - Penny Serenade
- 1940 - My Favorite Wife
- 1939 - When Tomorrow Comes
- 1939 - Invitation to Happiness
- 1939 - Love Affair (1939)
- 1938 - Joy of Living
- 1937 - The Awful Truth
- 1937 - High, Wide and Handsome
- 1936 - Theodora Goes Wild
- 1936 - Show Boat (1936)
- 1935 - Magnificent Obsession
- 1935 - Roberta (1935)
- 1934 - Sweet Adeline
- 1934 - The Age of Innocence (1934)
- 1934 - Stingaree
- 1934 - This Man Is Mine
- 1933 - If I Were Free
- 1933 - Ann Vickers
- 1933 - The Silver Cord
- 1933 - The Secret of Madame Blanche
- 1933 - No Other Woman
- 1932 - Thirteen Women
- 1932 - Back Street
- 1932 - Symphony of Six Million
- 1931 - Consolation Marriage
- 1931 - The Great Lover
- 1931 - Bachelor Apartment
- 1931 - Cimarron
- 1930 - Leathernecking